# Eleições gerais na África do Sul em 2014
As Eleições gerais sul-africanas de 2014 foram realizadas em 7 de maio de 2014, com o objetivo de eleger novos membros da Assembleia Nacional e novas legislaturas provinciais. Foi a quinta eleição sul-africana por sufrágio universal desde o fim do Apartheid, em 1994, e também a primeira eleição desde a morte de Nelson Mandela. Pela primeira vez na história do país, expatriados puderam votar regularmente.
A eleição parlamentar foi vencida pelo Congresso Nacional Africano com 62.1% dos votos válidos, um resultado menor do que os 65.9% das eleições anteriores. Por outro lado, a Aliança Democrática, partido oficial de oposição, ampliou seu número de lugares na Assembleia Nacional e obteve cerca de 22% dos votos. O terceiro colocado foi o partido Combatentes da Liberdade Econômico ("Economic Freedom Fighters") que obteve 6.4% dos votos.
O Congresso Nacional Africano venceu em oito das nove províncias sul-africanas. O EFF obteve 10% a mais de votos em Gauteng, Limpopo e no Noroeste. Em outras seis províncias vencidas pelo CNA, a Aliança Democrática ficou como o segundo partido mais votado. No Cabo Oriental, a única província em que o CNA não obteve maioria dos votos, a Aliança Democrática ampliou sua percentagem de 51.5% para 59.4% dos votos.

## Resultados oficiais
A Comissão Eleitoral decidiu anular os votos de uma seção eleitoral em Tickeyline, na província de Limpopo, em decorrência dos ataques aos oficiais eleitorais no encerramento da votação. Os resultados oficiais das eleições gerais de 2014 foram anunciados no dia 10 de maio.

### Parlamento
| Partido                 | Partido                            | Votos      | %    | +/-  | Deputados | +/-  |
| ----------------------- | ---------------------------------- | ---------- | ---- | ---- | --------- | ---- |
|                         | Congresso Nacional Africano        | 11 436 921 | 62,2 | 3,7  | 249 / 400 | 15   |
|                         | Aliança Democrática                | 4 091 584  | 22,2 | 5,5  | 89 / 400  | 22   |
|                         | Combatentes da Liberdade Econômica | 1 169 259  | 6,4  | Novo | 25 / 400  | Novo |
|                         | Partido da Liberdade Inkatha       | 441 854    | 2,4  | 2,2  | 10 / 400  | 8    |
|                         | Partido Nacional da Liberdade      | 288 742    | 1,6  | Novo | 6 / 400   | Novo |
|                         | Movimento Democrático Unido        | 184 636    | 1,0  | 0,1  | 4 / 400   | =    |
|                         | Frente da Liberdade                | 165 715    | 0,9  | 0,1  | 4 / 400   | =    |
|                         | Congresso do Povo                  | 123 235    | 0,7  | 6,7  | 3 / 400   | 27   |
|                         | Partido Democrata-Cristão Africano | 104 039    | 0,6  | 0,2  | 3 / 400   | =    |
|                         | Congresso Independente Africano    | 97 642     | 0,5  | Novo | 3 / 400   | Novo |
|                         | Agang SA                           | 52 350     | 0,3  | Novo | 2 / 400   | Novo |
|                         | Congresso Pan-Africano             | 37 784     | 0,2  | 0,1  | 1 / 400   | =    |
|                         | Convenção Popular Africano         | 30 676     | 0,2  | =    | 1 / 400   | =    |
|                         | Outros                             | 178 060    | 1,0  |      | 0 / 400   |      |
| Votos Inválidos         | Votos Inválidos                    | 251 960    | 1,4  | 0,1  |           |      |
| Total                   | Total                              | 18 654 457 | 100  |      | 400       |      |
| Eleitorado/Participação | Eleitorado/Participação            | 25 381 293 | 73,5 | 3,8  |           |      |

## Resultados por Província
|                   | %    | %    | %    | %    | %   | %   | %   | %    | %    | %   | %   | %   | %   | Votantes   |
| Província         | ANC  | DA   | EFF  | IFP  | NFP | UDM | VF  | COPE | ACDP | AIC | ASA | PAC | APC | Votantes   |
| ----------------- | ---- | ---- | ---- | ---- | --- | --- | --- | ---- | ---- | --- | --- | --- | --- | ---------- |
| Cabo Ocidental    | 34,0 | 57,3 | 2,3  | 0,1  | 0,0 | 0,6 | 1,1 | 0,6  | 1,2  | 0,3 | 0,5 | 0,2 | 0,1 | 2 188 236  |
| Cabo Oriental     | 70,8 | 15,9 | 3,8  | 0,1  | 0,2 | 5,3 | 0,4 | 1,2  | 0,4  | 0,8 | 0,1 | 0,4 | 0,2 | 2 278 555  |
| Cabo Setentrional | 63,9 | 23,4 | 5,1  | 0,0  | 0,0 | 0,1 | 1,3 | 3,3  | 0,6  | 0,9 | 0,1 | 0,1 | 0,2 | 443 714    |
| Estado Livre      | 69,7 | 16,2 | 7,9  | 0,1  | 0,1 | 0,2 | 1,9 | 1,4  | 0,5  | 0,8 | 0,2 | 0,2 | 0,2 | 1 051 027  |
| Gauteng           | 54,9 | 28,5 | 10,3 | 0,8  | 0,5 | 0,6 | 1,3 | 0,5  | 0,7  | 0,4 | 0,5 | 0,2 | 0,1 | 4 638 981  |
| KwaZulu-Natal     | 65,3 | 13,4 | 2,0  | 10,2 | 6,4 | 0,2 | 0,2 | 0,1  | 0,4  | 0,5 | 0,1 | 0,1 | 0,1 | 3 935 771  |
| Limpopo           | 79,0 | 6,6  | 10,3 | 0,1  | 0,0 | 0,3 | 0,7 | 0,8  | 0,4  | 0,4 | 0,3 | 0,3 | 0,3 | 1 543 986  |
| Mpumalanga        | 78,8 | 10,0 | 6,2  | 0,3  | 0,7 | 0,1 | 0,8 | 0,3  | 0,4  | 0,5 | 0,1 | 0,2 | 0,3 | 1 408 269  |
| Noroeste          | 67,8 | 12,6 | 12,5 | 0,1  | 0,1 | 1,0 | 1,6 | 0,8  | 0,5  | 0,7 | 0,4 | 0,1 | 0,3 | 1 147 786  |
| África do Sul     | 62,2 | 22,2 | 6,4  | 2,4  | 1,6 | 1,0 | 0,9 | 0,7  | 0,6  | 0,5 | 0,3 | 0,2 | 0,2 | 18 654 457 |